# Juan Carlos Lemus

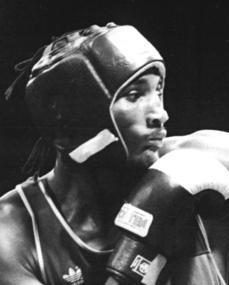
Juan Carlos Lemus (1989)

Juan Carlos Lemus García (* 6. Mai 1965) ist ein ehemaliger kubanischer Boxer. Er war Weltmeister der Amateure 1991 und Olympiasieger 1992 im Halbmittelgewicht.

## Werdegang
Juan Carlos Lemus begann 1980 mit dem Boxen und startete für einen Boxclub in Pinar del Río. Er boxte in der Linksauslage (Normalauslage) und war ein untersetzter, schlagkräftiger, aber auch technisch hervorragend ausgebildeter Boxer.
Sein Debüt bei internationalen Meisterschaften gab er bei den Juniorenweltmeisterschaften 1985 in Bukarest, wo er, im Weltergewicht startend, seine ersten vier Gegner, darunter auch Hans-Georg Mieling aus der BRD, kurzrundig besiegte. Im Finale verlor er aber etwas überraschend gegen den Bulgaren Angel Stojanow nach Punkten (2:3 Richterstimmen) und musste sich daher mit dem Vizeweltmeistertitel der Junioren begnügen.
Im Jahre 1985 startete er erstmals bei den kubanischen Meisterschaften (Playa Giron Tournament) und belegte im Weltergewicht hinter Candelario Duvergel und Jose Luis Hernandez den 3. Platz. Gegen Candelario Duvergel verlor er im Finale um den kubanischen Meistertitel auch in den Jahren 1986, 1987 und 1989, während er ihn 1988 nach Punkten besiegen konnte und erstmals kubanischer Meister wurde. Einen zweiten kubanischen Meistertitel gewann Juan Carlos Lemus dann im Jahre 1990, als er im Finale Pedro Duarte nach Punkten schlug. Von 1991 bis 1994 wurde er jeweils wieder kubanischer Vizemeister, geschlagen von Jorge Guzman (1991), Alfredo Duvergel (1992 u. 1993) und Aníbal Rodríguez (1994). 1996 belegte er hinter Alfredo Duvergel und Aníbal Rodríguez noch einmal den 3. Platz.
1986 siegte Juan Carlos Lemus u. a. beim Intercup in Karlsruhe. Im Finale des Weltergewichtes bezwang er dabei Alexander Künzler aus der BRD durch Abbruch i. d. 1. Runde. Bei einem Länderkampf gegen Ende des Jahres 1986 besiegte er in Lake Charles auch Kenneth Gould aus den Vereinigten Staaten, der kurz vorher in Reno mit einem Sieg über Candelario Duvergel Weltmeister geworden war.
1987 besiegte er beim „Giraldo-Cordova-Cardin“ Turnier Alfredo Duvergel nach Punkten und qualifizierte sich damit für den Start bei den Panamerikanischen Spielen in Indianapolis. Dort besiegte er im Weltergewicht Patrick Rose aus Jamaika durch K. o. i. d. 2. Runde, schlug Wayne Richards von den Amerikanischen Jungferninseln und Pedro Frias aus der Dominikanischen Republik jeweils durch Abbruch in der 3. Runde und gewann im Finale erneut über Kenneth Gould (4:1-Punktsieg). Beim Weltcup des Jahres 1987 in Belgrad musste Juan Carlos Lemus im Finale gegen Siegfried Mehnert aus Halle (Saale) eine klare Punktniederlage hinnehmen (0:5 Richterstimmen).
Im Jahre 1988 musste Juan Carlos Lemus, wie seine Kameraden aus der kubanischen Boxnationalmannschaft auch, eine bittere sportliche Enttäuschung hinnehmen, denn ein Start bei den Olympischen Spielen dieses Jahres in Seoul war für sie nicht möglich, weil Kuba auf Geheiß Fidel Castros nach 1984 in Los Angeles aus unerfindlichen Gründen auch die Olympischen Spiele 1988 boykottierte.
1989 verlor Juan Carlos Lemus beim TSC-Turnier in Berlin im Finale des Weltergewichtes erneut gegen Siegfried Mehnert nach Punkten. Bei den Weltmeisterschaften in Moskau traf er in seinem ersten Kampf ausgerechnet wieder auf Siegfried Mehnert und verlor wiederum nach Punkten. Damit landete er auf dem für ihn äußerst unbefriedigenden 9. Platz.
1990 wechselte Juan Carlos Lemus in das Halbmittelgewicht, um dem dauernden Abtrainieren zu entgehen. Eine Maßnahme, die sich als sehr erfolgreich erweisen sollte. 1990 fanden zwar keine großen internationale Meisterschaften statt, aber er siegte beim Weltcup in Bombay, der fast so gut wie bei Weltmeisterschaften besetzt war. Im Finale siegte er dabei über Raymond Downey aus Kanada nach Punkten. Dabei wurde erstmals eine Punktezählmaschine eingesetzt, die einen 21:6-Punktsieg für Lemus errechnete.
1991 siegte Juan Carlos Lemus u. a. beim AIBA-Challenge-Match in Bangkok im Halbmittelgewicht gegen Bert Schenk aus Deutschland durch Abbruch in der 2. Runde. Danach gewann er zum zweiten Mal in seiner Laufbahn den Titel bei den Panamerikanischen Spielen, die in Havanna stattfanden. Im Finale siegte er dabei über Miguel Jimenez aus Puerto Rico durch K. o. i. d. 1. Runde. Im gleichen Jahr gelang es ihm, in Sydney auch Weltmeister im Halbmittelgewicht zu werden. Auf dem Weg zu diesem Erfolg besiegte er Ki Soo-choi aus Südkorea durch Abbruch i. d. 3. Runde, Sililo Figota aus Neuseeland (19:8) und David Defiagbon aus Nigeria (22:13) jeweils nach Punkten, Torsten Schmitz aus Deutschland durch Abbruch i. d. 2. Runde und Israel Akopkochjan aus der UdSSR nach Punkten (26:11).
1992 verlor Juan Carlos Lemus beim AIBA-Challenge-Match in Tampa überraschenderweise gegen Raul Marquez aus den Vereinigten Staaten nach Punkten (19:24). Bei den Olympischen Spielen dieses Jahres in Barcelona, war er aber, von seinem Trainer Osmiri Fernandez bestens vorbereitet, in hervorragender Form und wurde mit einem Punktsieg über Arkadi Topajew, GUS (11:0), einem Abbruchsieg i. d. 1. Runde über Markus Beyer, Deutschland und Punktsiegen über Igor Saplavskis, Lettland (12:2), György Mizsei, Ungarn (10:2) und Orhan Delibaş, Niederlande (6:1), auch Olympiasieger.
Juan Carlos Lemus setzte nach diesem großen Sieg seine Laufbahn fort, kam aber bei keinen Weltmeisterschaften oder Olympischen Spielen mehr zum Einsatz. 1993 siegte er aber noch bei den Central American and Caribbean Games in Ponce, Puerto Rico im Halbmittelgewicht mit vier kurzrundigen Siegen. 1994 verlor er beim Chemie-Pokal in Halle (Saale) gegen den Deutschen Wilko Säger nach Punkten (9:14), während er im Finale des Grand Prix Turniers in Ústí nad Labem einen weiteren Deutschen, Lutz Brors, in der 2. Runde K. o. schlug. Den letzten Start bei einem wichtigen internationalen Turnier absolvierte er 1994 bei den Goodwill Games in Sankt Petersburg. Er verlor dabei im Finale gegen Sergej Karawajew aus Russland nach Punkten, nachdem er im Halbfinale Dirk Dzemski aus Deutschland in der 1. Runde K. o. geschlagen hatte.

## Internationale Erfolge
| Jahr | Platz | Wettbewerb                                                 | Gewichtsklasse | Ergebnis |
| ---- | ----- | ---------------------------------------------------------- | -------------- | --- |
| 1984 | 2.    | „10. Olympic-Ring“ in Russe, Bulgarien                     | Halbwelter     | nach einer Punktniederlage im Finale gegen Zwetan Todorow, Bulgarien (0:5) |
| 1985 | 2.    | Junioren-WM in Bukarest                                    | Welter         | mit einem Abbruchsieg i. d. 1. Runde über Jukka Rouvinen, Finnland, einem K.-o.-Sieg i. d. 1. Runde über Mariusz Kujawa, Polen, einem Abbruchsieg i. d. 1. Runde über Gabriel Downey, Kanada, einem K.-o.-Sieg i. d. 1. Runde über Hans-Georg Mieling, BRD u. einer Punktniederlage gegen Angel Stojanow, Bulgarien (2:3) |
| 1985 | 1.    | „Feliks-Stamm“-Memorial in Warschau                        | Welter         | nach einem Punktsieg im Finale über Tadeusz Wijas, Polen |
| 1985 | 2.    | „Giraldo-Cordova-Cardin“-Turnier in Ciego de Ávila         | Welter         | nach einer Punktniederlage im Finale gegen Candelario Duvergel, Kuba (0:5) |
| 1986 | 1.    | Amerik. Freundschafts-Turnier in Mendoza, Argentinien      | Welter         | mit einem K.-o.-Sieg i. d. 1. Runde über Dario Balmaceda, Argentinien |
| 1986 | 1.    | Intercup in Karlsruhe                                      | Welter         | mit einem Abbruchsieg i. d. 1. Runde über Alexander Künzler, Bundesrepublik Deutschland |
| 1986 | 2.    | „Simon-Bolivar“-Turnier in Caracas                         | Welter         | nach einer Punktniederlage im Finale gegen Ciro Perez, Venezuela |
| 1987 | 1.    | „Giraldo-Cordova-Cardin“-Turnier in Santa Clara            | Welter         | mit einem Punktsieg im Finale über Alfredo Duvergel, Kuba (5:0) |
| 1987 | 1.    | Pan Amerikanische Spiele in Indianapolis                   | Welter         | mit einem K.-o.-Sieg i. d. 2. Runde über Patrick Rose, Jamaika, Abbruchsiegen i. d. 2. bzw. 3. Runde über Wayne Richards, Amerikanische Jungferninseln u. Pedro Frias, Dom. Rep. u. einem Punktsieg über Kenneth Gould, USA                                                                                               |
| 1987 | 1.    | Nordamerikanische Meisterschaften in Toronto               | Welter         | mit einem Abbruchsieg i. d. 1. Runde über Kenneth Gould |
| 1987 | 2.    | Welt-Cup in Belgrad                                        | Welter         | mit K.-o.-Siegen jeweils i. d. 2. Runde über Taioalo Ioane, Neuseeland u. Mujo Bajrovic, Jugoslawien u. einer Punktniederlage gegen Siegfried Mehnert, DDR |
| 1988 | 1.    | Grand Prix in Ústí nad Labem                               | Welter         | mit einem Punktsieg im Finale über Jan Dydak, Polen (5:0) |
| 1988 | 2.    | Bee-Gee-Turnier in Helsinki                                | Welter         | nach einer Punktniederlage im Finale gegen Francisc Vaștag, Rumänien (1:4) |
| 1988 | 2.    | „Giraldo-Cordova-Cardin“-Turnier in Las Tunas              | Welter         | nach einer Punktniederlage im Finale gegen Candelario Duvergel (0:5) |
| 1988 | 1.    | Turnier in Leningrad                                       | Welter         | nach einem Punktsieg im Finale über Wladimir Jereschtschenko, UdSSR |
| 1989 | 1.    | „Giraldo-Cordova-Cardin“-Turnier in Pinar del Río          | Welter         | nach einem Punktsieg über Juan Hernández Sierra, Kuba |
| 1989 | 2.    | TSC-Turnier in Berlin                                      | Welter         | nach einer Punktniederlage im Finale gegen Siegfried Mehnert |
| 1989 | 9.    | WM in Moskau                                               | Welter         | nach einer Punktniederlage im Achtelfinale gegen Siegfried Mehnert |
| 1990 | 1.    | Strandja-Turnier in Jambol                                 | Welter         | mit einem kampflosen Sieg im Finale über Blagoj Sokolow, Bulgarien |
| 1990 | 1.    | „Giraldo-Cordova-Cardin“-Turnier in Granma                 | Halbmittel     | mit einem Abbruchsieg i. d. 3. Runde im Finale über Pedro Luis Duarte, Kuba |
| 1990 | 1.    | TSC-Turnier in Berlin                                      | Halbmittel     | mit einem K.-o.-Sieg i. d. 2. Runde im Finale über Wolfram Schmidt, DDR |
| 1990 | 1.    | Welt-Cup in Bombay                                         | Halbmittel     | mit einem Punktsieg über Robin Reid, England, einem Abbruchsieg i. d. 4. Runde über Mukund Killekar, Indien, einem Abbruchsieg i. d. 5. Runde über Ole Klemetsen, Norwegen u. einem Punktsieg über Raymond Downey, Kanada (21:6)                                                                                          |
| 1991 | 1.    | AIBA-Challenge-Match in Bangkok                            | Halbmittel     | mit einem Abbruchsieg i. d. 2. Runde über Bert Schenk, Deutschland |
| 1991 | 2.    | „Giraldo-Cordova-Cardin“-Turnier in Sancti Spíritus        | Halbmittel     | nach einer Punktniederlage im Finale gegen Eduardo Correa, Kuba (9:29) |
| 1991 | 1.    | Pan Amerikanische Spiele in Havanna                        | Halbmittel     | mit einem Punktsieg über Christian Joseph, Amerikanische Jungferninseln, einem K.-o.-Sieg i. d. 1. Runde über Raymond Downey, einem Punktsieg über Ravea Springs, USA (26:7) u. einem K.-o.-Sieg i. d. 1. Runde über Miguel Jimenez, Puerto Rico                                                                          |
| 1991 | 1.    | WM in Sydney                                               | Halbmittel     | mit einem Abbruchsieg i. d. 3. Runde über Ki Soo-choi, Südkorea, Punktsiegen über Sililo Figota, Neuseeland (19:8) u. David Daefiagbon, Nigeria (22:13), einem Abbruchsieg i. d. 2. Runde über Torsten Schmitz, Deutschland u. einem Punktsieg über Israel Akopkochjan, UdSSR (26:11)                                     |
| 1992 | 2.    | AIBA-Challenge-Match in Tampa                              | Halbmittel     | nach einer Punktniederlage gegen Raul Marquez, USA |
| 1992 | 2.    | „Giraldo-Cordova-Cardin“-Turnier in Santiago de Cuba       | Halbmittel     | nach einer Punktniederlage im Finale gegen Alfredo Duvergel, Kuba |
| 1992 | 1.    | „Box-Am“-Turnier in Badalona                               | Halbmittel     | mit einem Abbruchsieg i. d. 2. Runde über Ignacio Guzman, Spanien |
| 1992 | Gold  | OS in Barcelona                                            | Halbmittel     | mit einem Punktsieg über Arkadi Topajew, GUS (11:0), einem Abbruchsieg i. d. 1. Runde über Markus Beyer, Deutschland und Punktsiegen über Igor Saplavskis, Lettland (12:2), György Miszei, Ungarn (10:2) u. Orhan Delibas, Niederlande (6:1)                                                                              |
| 1993 | 1.    | Central American and Caribbean Games in Ponce, Puerto Rico | Halbmittel     | mit Abbruchsiegen i. d. 1. Runde über Kirt Sinette, Trinidad und Tobago, in der 2. Runde über Jose Luis Quinones, Puerto Rico u. in der 2. Runde über Alberto Zorilla, Dom. Rep. |
| 1994 | 5.    | Chemie-Pokal in Halle (Saale)                              | Halbmittel     | nach einer Punktniederlage gegen Wilko Säger, Deutschland (9:14) |
| 1994 | 1.    | Grand Prix in Ústí nad Labem                               | Halbmittel     | nach einem K.-o.-Sieg i. d. 3. Runde im Finale über Lutz Brors, Deutschland |
| 1994 | 2.    | Goodwill-Games in Sankt Petersburg                         | Halbmittel     | mit einem Punktsieg über Anssi Peräkorpi, Finnland, einem K.-o.-Sieg i. d. 1. Runde über Dirk Dzemski, Deutschland u. einer Punktniederlage gegen Sergej Karawajew, Russland |

## Länderkämpfe
| Jahr | Ort           | Begegnung      | Gewichtsklasse | Ergebnis                                      |
| ---- | ------------- | -------------- | -------------- | --------------------------------------------- |
| 1986 | Lake Charles  | USA gegen Kuba | Welter         | Punktsieger über Kenneth Gould                |
| 1986 | Sacramento    | USA gegen Kuba | Welter         | K.-o.-Sieger i. d. 1. Runde über Frank Liles  |
| 1987 | Santa Clara   | Kuba gegen USA | Welter         | K.-o.-Sieger i. d. 1. Runde über Skipper Kelp |
| 1988 | Atlantic City | USA gegen Kuba | Welter         | kampfloser Sieger über Alton Rice             |
| 1991 | Fort Bragg    | USA gegen Kuba | Halbmittel     | Punktsieger über Raul Marquez                 |

## Kubanische Meisterschaften („Playa Giron“)
| Jahr | Platz | Gewichtsklasse | Ergebnis                                                       |
| ---- | ----- | -------------- | -------------------------------------------------------------- |
| 1985 | 3.    | Welter         | hinter Candelario Duvergel u. Jose Luis Hernandez              |
| 1986 | 2.    | Welter         | nach einer Niederlage im Finale gegen Candelario Duvergel      |
| 1987 | 2.    | Welter         | nach einer Punktniederlage im Finale gegen Candelario Duvergel |
| 1988 | 1.    | Welter         | nach einem Punktsieg im Finale über Candelario Duvergel        |
| 1989 | 2.    | Welter         | nach einer Punktniederlage im Finale gegen Candelario Duvergel |
| 1990 | 1.    | Halbmittel     | nach einem Punktsieg im Finale über Pedro Duarte               |
| 1991 | 2.    | Halbmittel     | nach einer Niederlage im Finale gegen Jorge Guzman             |
| 1992 | 2.    | Halbmittel     | nach einer Niederlage im Finale gegen Alfredo Duvergel         |
| 1993 | 2.    | Halbmittel     | nach einer Niederlage im Finale gegen Alfredo Duvergel         |
| 1994 | 2.    | Halbmittel     | nach einer Niederlage im Finale gegen Aníbal Rodríguez         |
| 1996 | 3.    | Halbmittel     | hinter Alfredo Duvergel u. Aníbal Rodríguez                    |